# Клод Буфф'є
 Клод Буфф'є (англ. Claude Buffier; 1661 р., — 1737 р., )— французький картограф, історик та філософ. 

## Карти України
1714 р. Карта - “La Pologne suivant les degrés de l'academie des sciences de Paris”. Ukraine ou pays des Cosaques (Україна Країна Козаків) охоплює Наддніпрящину (Правобережну та Лівобережну). На схід від неї розташовано топоніми VOLHINIE (Волинь), PODOLIE (Поділля) і Russie (Русь – Західна Україна)..